# Инджиль

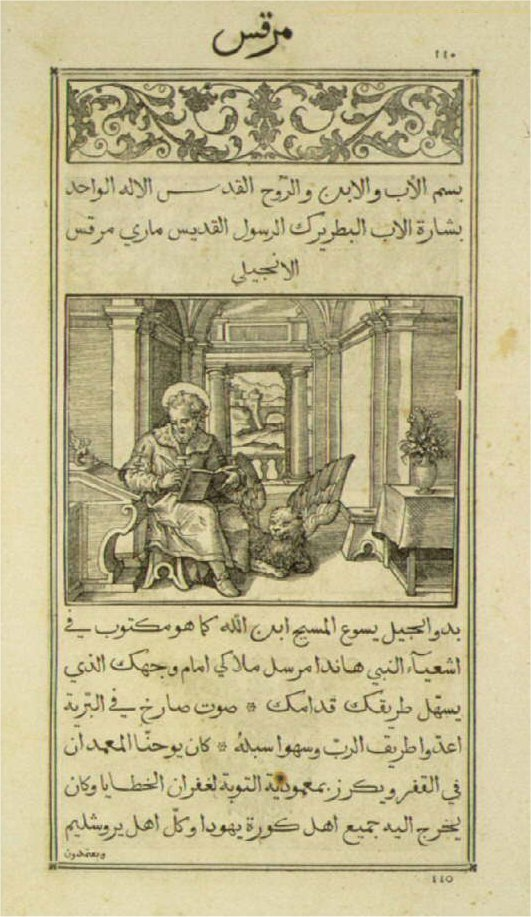
Экземпляр Евангелия от Марка на арабском языке (1590 г.). По учению ислама, искажено по сравнению с оригиналом

Инджи́ль, Инджи́л (араб. إنجيل ‎ от греч. εὐαγγέλιον — Евангелие) — Священное Писание в исламе, ниспосланное Аллахом пророку Исе (Иисусу). Арабское наименование Евангелия, использованное в Коране. В широком смысле в Инджиль входят все книги Нового Завета.

## Тахриф
По учению ислама, текст Нового Завета не дошёл до наших дней в своём первозданном виде, а существующий является лишь пересказом, в который на протяжении веков вносились изменения (тахриф) и дополнения, и поэтому он только отчасти передаёт первоначальный смысл. В частности, в Коране утверждается, что в неискажённом христианами тексте Евангелия предсказывался приход Мухаммеда. В то же время в самом Коране содержится большое количество образов и мотивов, которые восходят к апокрифам Нового Завета: истории о рождении Марьям и Исы; о чудесах, которые совершал Иса; и другие устные предания христиан, известные на Аравийском полуострове во времена, предшествовавшие появлению ислама.
Ранние мусульманские комментаторы (например, ат-Табари, ар-Рази) были убеждены, что искажения библейских книг сводятся к tahrif bi’al ma’ni, то есть к искажению смысла текста без изменения самого текста. Также Имам аль-Бухари в своём труде «Книга монотеизма» («Китаб ат-Таухид»), являющемся частью «Сахиха», писал, что тахриф означает изменение, которое касается смысла (неправильного толкования), а не текста. Но постепенно доминирующей стала концепция tahrif bi’al-lafz, то есть искажения самого текста.
Христианский апологет и богослов Норман Гайслер сообщает, что нет абсолютно никаких сведений о том, что содержание Нового Завета было искажено, как считают мусульмане, и утверждает, что мусульмане, согласно Корану, должны признавать подлинность современной Библии.